# Geschlossene Abteilung

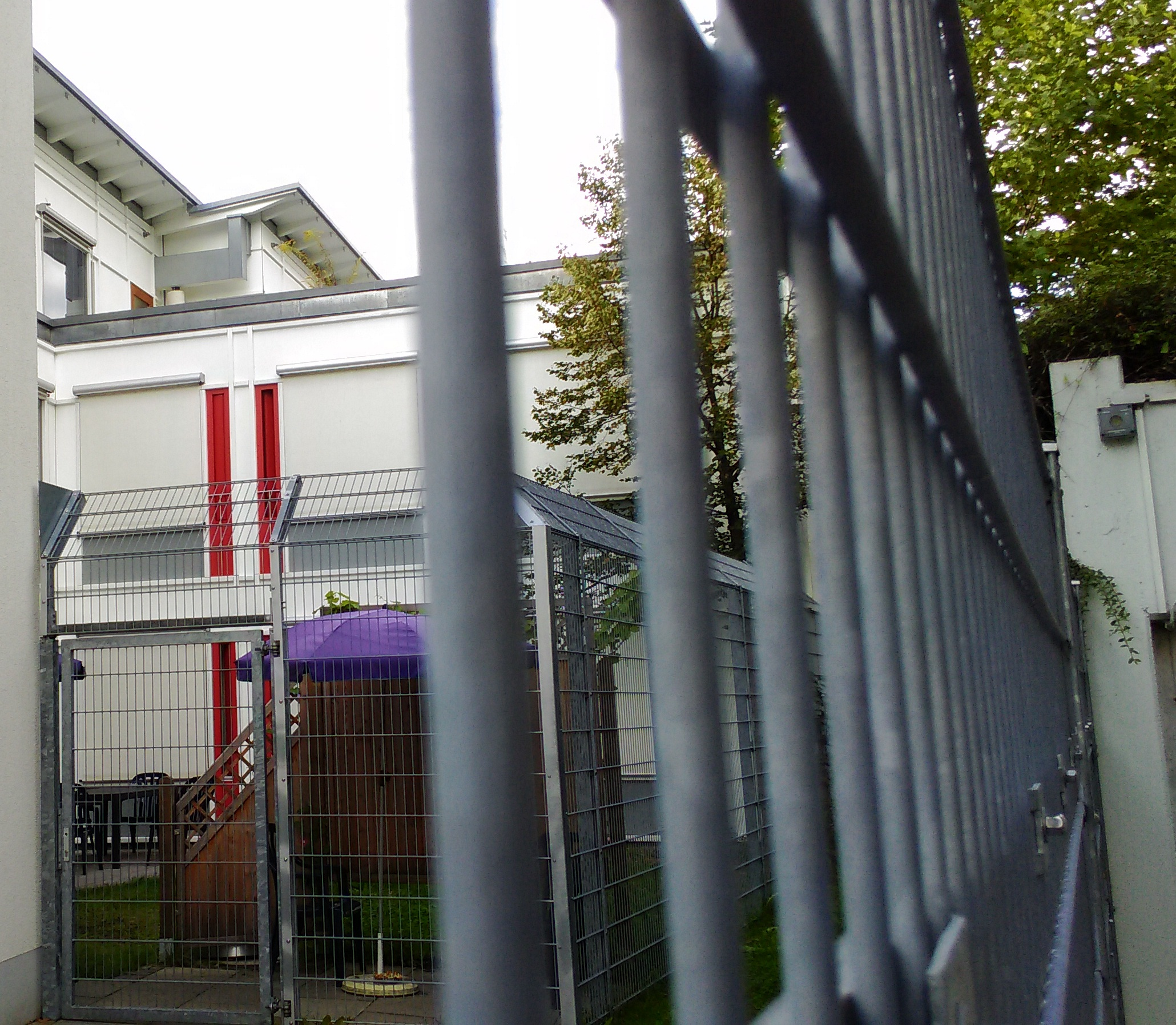
Zweifach hoch umzäunter Spielplatz in der geschlossenen Abteilung für Kinder und Jugendliche, kbo-Heckscher-Klinikum, München (2016)

Eine geschlossene Abteilung bzw. geschlossene oder geschützte Station ist ein Bereich eines Krankenhauses oder einer anderen Einrichtung (zum Beispiel: Langzeiteinrichtung für psychisch Kranke), in der Bewohner oder Patienten untergebracht sind, die per Gesetz, richterlichen Beschluss oder freiwillig dort für eine – meist bestimmte – Zeit zu bleiben haben. Der Bereich ist dadurch gekennzeichnet, dass der Zugang nur über Schließtüren, die ausschließlich vom Personal zu öffnen sind, möglich ist. Gemeint ist dabei keine absolute Sicherungsverwahrung ohne jede Fluchtmöglichkeit, sondern nur ein abgeschlossener bzw. kontrollierter Bereich. Wird der Zugang in der gesamten Einrichtung derart kontrolliert, spricht man von einer geschlossenen Einrichtung oder (veraltet) von einer geschlossenen Anstalt.

## Hintergrund
Psychiatrische und jugendpsychiatrische Kliniken, die an der Notfallversorgung teilnehmen, weisen bestimmte Stationen als „geschlossen“ oder „geschützt“ aus oder schließen solche Stationen im Bedarfsfall, um Patienten mit akuter Selbst- oder Fremdgefährdung unterzubringen. Die Unterbringung dort kann freiwillig, als Maßnahme der polizeilichen Gefahrenabwehr (in Deutschland geregelt im Psychisch-Kranken-Gesetz und den Länder-Unterbringungsgesetzen), oder bei Minderjährigen und betreuten Personen auf Antrag der Eltern bzw. Betreuer (Unterbringungsverfahren) erfolgen. Straftäter können vom Gericht nach §§ 63, 64 StGB in psychiatrische Krankenhäuser eingewiesen werden (siehe Maßregelvollzug); auch diese Personen müssen auf geschlossenen Stationen untergebracht werden, in meist dafür spezialisierten forensischen Abteilungen.
In Krankenhäusern der Regelversorgung werden Patienten durch das zuständige Gericht untergebracht, die an einer psychiatrisch-fachärztlich diagnostizierten Erkrankung leiden, sofern diese Patienten krankheitsbedingt in ihrer freien Willensbildung eingeschränkt sind und eine Gefährdung für die eigene Gesundheit oder die Gesundheit Anderer sowohl ärztlich als auch richterlich bestätigt wird.

## Ausstattung
Für die bauliche und personelle Ausstattung der geschlossenen psychiatrischen Einrichtungen gibt es keine verbindlichen Richtlinien.
Explizit geschlossene Stationen haben eine stets verschlossene Zugangstür mit Personenschleuse, Sicherheitsfenster etc., besonders gut einsehbare Flure und Behandlungszimmer, und eine höhere Personaldichte. Das gemeinsame Merkmal ist die Möglichkeit zur Therapie unter Freiheitsentzug, wobei eine einheitliche Definition der verfügbaren Behandlungsmaßnahmen nicht gegeben ist. Es können psychotherapeutische Intensivbetreuung, aber auch körperliche Fixierungen oder Zwangsmedikation angewendet werden, oder es handelt sich um einfaches Einschließen. Geschützte, halb- oder teiloffene („open-door“) Stationen sollen über die Krisenintervention hinaus eine längere Behandlung mit allmählicher Lockerung ermöglichen, so dass einzelnen Patienten je nach ihrem Fortschritt zunehmend mehr persönliche Freiheit erlangen können.

## Geschlossene Abteilungen für Geschlechtskranke im 20. Jahrhundert
Als Maßnahme zur Bekämpfung von Geschlechtskrankheiten veranlassten die Alliierten nach dem Ende des Zweiten Weltkriegs in Deutschland die Einrichtung von Veneral Disease-Hospitälern, Fürsorgeheimen für Geschlechtskranke sowie geschlossenen venerologischen Stationen. 
Dorthin wurden Personen zwangseingewiesen, bei denen ein Verdacht auf eine Geschlechtskrankheit vorlag. 
Ab 1953 waren in der Bundesrepublik die Gesundheitsämter legitimiert, das Grundrecht auf Freiheit der Person einzuschränken, um sexuell übertragbare Erkrankungen zu bekämpfen. In der DDR konnten aufgrund der Verordnung zur Verhütung und Bekämpfung der Geschlechtskrankheiten Personen in Fürsorgeheime für Geschlechtskranke und geschlossene venerologische Stationen zwangseingewiesen werden, häufig ohne medizinische Indikation. In diesen Fällen erfolgte die Maßnahme in erster Linie aus disziplinarischen Gründen. Bei Eintritt in die geschlossene Station musste  die eingewiesene Person die eigene Kleidung und persönliche Gegenstände abgeben, sich waschen und Anstaltskleidung anlegen. Anschließend erfolgte die Anamnese sowie bei Frauen und Mädchen die gynäkologische Untersuchung.